# Grad Kovačji grad
Grad Kovačji grad (nemško Wolffsperg) je stal v naselju Kovačji Grad v občini Črnomelj. 

## Zgodovina
Nad strmo skalnato brežino reke Kolpe je nekoč stal s stolpi zavarovan grad, ki je tudi omenjen v Valvasorjevi knjigi Slava vojvodine Kranjske. Staro ime gradu je Volčji ali Vučji grad in se po njemu še danes imenuje naselje Vukovci. Po pričanju tamkajšnjih vaščanov naj bi bil opuščeni grad delno porušen zaradi potresa, ter se je del njega sesul v Kolpo. Grajska kovačija je potres preživela in obratovala še naprej in se je s časoma ime preneslo tudi na grad in od tod Kovačji grad. Ostanke gradu so razruvali, ko so skozi njega speljali novo cesto. Danes je v močnem goščavju vidno le nekaj zidovja. Z gradom je bila povezana tudi skrivna kraška jama, katere lokacija ni znana. Leta 1895 je Anton Hribar objavil pesem z naslovom Kovačigrajska hči.